# تپه زالی دوآب
تپه زالی دوآب مربوط به دوره نوسنگی - عصر آهن - دوران‌های تاریخی پس از اسلام است و در شهرستان دلفان، بخش مرکزی، روستای زالی دوآب واقع شده و این اثر در تاریخ ۱۰ مهر ۱۳۸۰ با شمارهٔ ثبت ۴۱۵۶ به‌عنوان یکی از آثار ملی ایران به ثبت رسیده است.